# Xieng Khouang
Xieng Khouang ou Xiangkhoang é uma província do Laos. Sua capital é a cidade de Phonsavan.
Em junho de 1994, a província cedeu parte de sua área para a formação da região ou zona especial de Saysomboun.

## Distritos
- Phoukhot
- Kham
- Nongkhet
- Pek
- Khoun
- Phaxai
- Mok Mai